# 廖世昭
廖世昭（1491年—？），字師賢，號越坡，福建福州府懷安縣人，匠籍，明朝政治人物。

## 生平
正德十一年（1516年）丙子科福建鄉試第二名舉人，十二年（1517年）聯捷丁丑科會試第二百十名，二甲第四十九名進士。戶部觀政，授海州知州，改國子監博士，卒於官。

## 家族
曾祖廖宗亮；祖父廖誠，教諭 贈刑部員外郎；父廖雲騰，刑部郎中。母官氏（封宜人）。永感下。